# Samuel Nathaniel Behrman

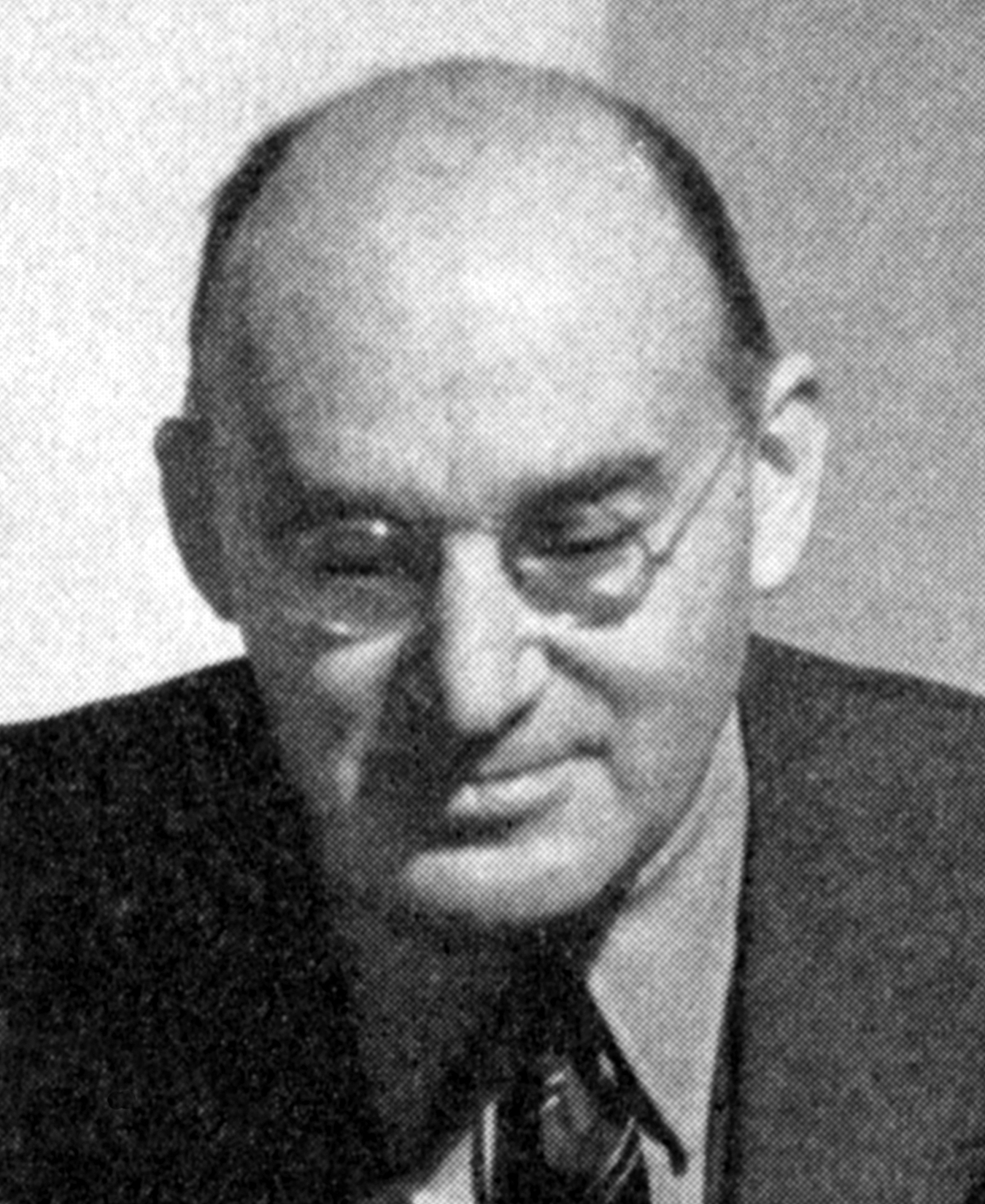
Samuel Nathaniel Behrman (1938)

Samuel Nathaniel Behrman (* 9. Juni 1893 in Worcester, Massachusetts; † 9. September 1973 in New York) war ein US-amerikanischer Schriftsteller.

## Leben
Er verfasste Gesellschaftskomödien und Drehbücher.
Sein bekanntestes Bühnenwerk ist das Musical Fanny (1954) nach einer Vorlage von Marcel Pagnol und der Musik von Harold Rome, das unter der Regie von Joshua Logan bis 1956 am Broadway 888-mal aufgeführt wurde.
1943 wurde er in die American Academy of Arts and Letters und 1959 in die American Academy of Arts and Sciences gewählt.

## Werke
- Biographie und Liebe. Komödie in 3 Akten  [dt.1946]

## Filmografie (Auswahl)
Literarische Vorlage
- 1940: Keine Zeit für Komödie (No Time for Comedy)
- 1948: Der Pirat (The Pirate)
- 1956: Gaby (Vorlage: früheres Drehbuch)

Drehbuch
- 1933: Meine Lippen lügen nicht (My Lips Betray)
- 1933: Königin Christine (Queen Christina)
- 1934: Die scharlachrote Blume (The Scarlet Pimpernel)
- 1935: Anna Karenina
- 1935: Luxusmädel (Lottery Lover)
- 1935: Flucht aus Paris (A Tale of two Cities)
- 1938: Maria Walewska (Conquest)
- 1938: Mein Mann, der Cowboy (The Cowboy and the Lady)
- 1940: Ihr erster Mann (Waterloo Bridge)
- 1941: Die Frau mit den zwei Gesichtern (Two-Faced Woman)
- 1951: Quo vadis? (Quo Vadis?)
- 1958: Jakobowsky und der Oberst (Me and the Colonel)